# TAWAWA 夏ビキニ
「TAWAWA 夏ビキニ」（タワワなつビキニ）は、時東ぁみの4枚目のシングル。時東ぁみ with THE ポッシボー（大瀬楓・諸塚香奈実）名義で2007年5月16日にTN-mixから発売された。

## 概要
- 前作「愛ヤイ 愛ヤイ!」から3ヶ月ぶりのリリースとなり、2007年第2弾シングル。
- 時東ぁみ初のコラボレーション・シングルで、THE ポッシボーの大瀬楓と諸塚香奈実が参加している。
- カップリング曲「わんだふる さま～たいむ」は、時東ぁみのソロ曲である。
- 初回限定盤（QWCT-10006）と通常盤（QWCT-10007）の2形態でリリースされ、初回限定盤には写真集が同梱されている。
- 2007年6月6日にシングルV（QWBT-50003）が発売された。

## 収録曲
| 全作詞・作曲: つんく♂。 |                                           |           |            |          |                                                    |      |
| #                       | タイトル                                  | 作詞      | 作曲・編曲 | 編曲     | 歌                                                 | 時間 |
| 1.                      | 「TAWAWA 夏ビキニ」                       | つんく♂   | つんく♂    | 高橋諭一 | 時東ぁみ with THE ポッシボー（大瀬楓・諸塚香奈実） | 4:33 |
| 2.                      | 「わんだふる さま～たいむ」               | つんく♂   | つんく♂    | 湯浅公一 | 時東ぁみ                                           | 3:32 |
| 3.                      | 「TAWAWA 夏ビキニ」(Instrumental)         | つんく♂   | つんく♂    |          |                                                    | 4:33 |
| 4.                      | 「わんだふる さま～たいむ」(Instrumental) | つんく♂   | つんく♂    |          |                                                    | 3:32 |
| 合計時間:               | 合計時間:                                 | 合計時間: | 合計時間:  | 16:10    |                                                    |      |

## シングルV
2007年6月6日に発売された、上記作品のシングルDVD。

### 収録曲
| #  | タイトル                                        | 作詞 | 作曲・編曲 |
| -- | ----------------------------------------------- | ---- | ---------- |
| 1. | 「TAWAWA 夏ビキニ」(Music Video)                |      |            |
| 2. | 「TAWAWA 夏ビキニ」(Dance Ver.)                 |      |            |
| 3. | 「TAWAWA 夏ビキニ」(Close-up Ver.)              |      |            |
| 4. | 「わんだふる さま～たいむ」(PHOTO & MUSIC SHOW) |      |            |